# Classe Ratcharit
Le navi della classe Ratcharit sono una serie di motocannoniere lanciamissili in servizio presso la Kongthap Ruea Thai. 

## Storia
Alla metà degli anni settanta del XX secolo la Kongthap Ruea Thai ordinò presso il Cantiere Navale Breda di Marghera la costruzione di tre motocannoniere lanciamissili classe Ratcharit (tipo Breda MV250), armate con missili superficie-superficie Aérospatiale MM-38 Exocet.

## Tecnica
Il dislocamento delle navi classe Ratcharit è di 270 tonnellate a pieno carico e di 235 tonnellate standard. La lunghezza è di 49,80 m fuori tutto (47,25 m al pp), la larghezza di 7,50 m e il pescaggio di 1,68 m.
L'apparato propulsivo si basa su tre motori diesel MTU 20V538 TB92 eroganti una potenza complessiva di 13 480 hp (10.050 kW) su 3 assi. La velocità massima raggiungibile e di 36 nodi, e massima continuativa con un motore 20 nodi.
L'autonomia in mare è pari a 650 miglia alla velocità di 36 nodi, e di 2 000 mn a 13 nodi.
L'armamento principale si basa su un cannone OTO-Melara Compatto cal.76/62 mm a prora, un cannone Breda-Bofors Type 576 cal.40/70 mm in impianto singolo a poppa, con caricatore automatico da 144 colpi, e 4 missili superficie-superficie antinave Aérospatiale MM-38 Exocet. L'elettronica comprende un radar di navigazione SMA 3 RM 20, mentre il radar di tiro è il Signaalapparaten WM 20.

## Impiego operativo
Nel corso degli anni le unità classe Ratcharit sono state sottoposte a un limitato programma di aggiornamento che ha visto l'installazione di un radar di navigazione Decca 1226, un radar di tiro WM 25, un sistema di guerra elettronica RDL-2, e due mitragliatrici cal. 12,7/90.
La Kongthap Ruea Thai ha pianificato il ritiro delle motomissilistiche classi Ratcharit e Prabparapak (queste ultime armate con missili superficie-superficie antinave IAI Gabriel Mk.2) nel 2026.

## Unità
| N°    | Nome          | Varo              | Ingresso in servizio | Disarmo | Immagine | Note |
| ----- | ------------- | ----------------- | -------------------- | ------- | -------- | ---- |
| P-321 | Ratcharit     | 30 luglio 1978    | 10 agosto 1979       |         |          |      |
| P-322 | Witthayaakhom | 2 settembre 1978  | 12 novembre 1979     |         |          |      |
| P-323 | Udomdet       | 28 settembre 1978 | 21 febbraio 1980     |         |          |      |

### Fonti
1. 1 2 3  Navypedia.
2. 1 2 3 4 5 6 7  Aviazione & Marina n.157, novembre 1978, p. 20.
3. ↑  Defense World.